# Departament de Boyacá
Boyacá és un departament de Colòmbia situat en el centre-est, a la regió andina. Limita al nord amb Santander i Norte de Santander, al nord-est amb Veneçuela i Arauca, a l'est amb Casanare, al sud amb Cundinamarca i a l'occident el riu Magdalena amb els departaments de Caldas i Antioquia. La seva capital és Tunja.

## Municipis
Almeida, Aquitania, Arcabuco, Belén, Berbeo, Beteitiva, Boavita, Boyacá, Briceno, Buenavista, Busbanza, Caldas, Campohermoso, Cerinza, Chinavita, Chiquinquirá, Chiquiza, Chiscas, Chita, Chitaraque, Chivata, Chivor, Ciénega, Combita, Coper, Corrales, Covarachia, Cubará, Cucaita, Cuitiva, Duitama, El Cocuy, El Espino, Firavitoba, Floresta, Gachantiva, Gameza, Garagoa, Guacamayas, Guateque, Guayata, Guican, Iza, Jenesano, Jerico, Labranzagrande, La Capilla, La Uvita, La Victoria, Leiva, Macanal, Maripi, Miraflores, Mongua, Monguí, Moniquirá, Motavita, Muzo, Nobsa, Nuevo Colón, Oicata, Otanche, Pachavita, Páez, Paipa, Pajarito, Panqueba, Pauna, Paya, Paz de Río, Pesca, Pisva, Puerto Boyacá, Quipama, Ramiriqui, Raquira, Rondón, Saboya, Sachica, Samaca, San Eduardo, San José de Pare, San Luis de Gaceno, San Mateo, San Miguel de Sema, San Pablo Borbur, Santa María, Santana, Santa Rosa de Viterbo, Santa Sofía, Sativanorte, Sativasur, Siachoque, Soata, Socha, Socota, Sogamoso, Somondoco, Sora, Soraca, Sotaquira, Susacon, Sutamarchan, Sutatenza, Tasco, Tenza, Tibaná, Tibasosa, Tinjacá, Tipacoque, Toca, Togui, Topaga, Tota, Tunja, Tununguá, Turmeque, Tuta, Tutasa, Umbita, Ventaquemada, Villa de Leyva, Viracacha, Zetaquira